# 前340年代
| 千纪： | 前1千纪 |
| 世纪： | 前5世纪 \| 前4世纪 \| 前3世纪                                                                              |
| 年代： | 前370年代 \| 前360年代 \| 前350年代 \| 前340年代 \| 前330年代 \| 前320年代 \| 前310年代                    |
| 年份： | 前349年 \| 前348年 \| 前347年 \| 前346年 \| 前345年 \| 前344年 \| 前343年 \| 前342年 \| 前341年 \| 前340年 |

前340年代從前349年1月1日開始，於前340年12月31日結束。

## 大事记
- 前349年，趙国自晉陽遷都邯鄲。
- 前348年，秦国行新賦稅法。
- 前347年，趙公子趙范叛，起兵襲邯鄲，敗死。
- 前346年，魯景公嗣位。
- 前346年，衛国因國弱土小，自貶號為侯，臣屬於魏、韓、趙。
- 前343年，周顯王正式晉封秦孝公為「西伯」，各國君主皆致賀。
- 前341年，齊国、魏国馬陵之战，龐涓兵敗自盡。
- 前341年，齊相鄒忌誣田忌謀反，田忌奔楚。

## 逝世
- 前347年，希臘哲學家柏拉圖。
- 前346年，魯康公